# Dombeya longifolia
Dombeya longifolia är en malvaväxtart som beskrevs av Henri Ernest Baillon. Dombeya longifolia ingår i släktet Dombeya och familjen malvaväxter. Inga underarter finns listade i Catalogue of Life.